# Lego Toy Story
Lego Toy Story var en produktlinje produceret af den danske legetøjskoncern LEGO. Serien er baseret på Toy Story-franchisen. De første fire sæt blev udgivet den 30. december 2009, og der kom yderligere to sæt den 4. januar 2010. I maj samme år udkom der fem Lego-sæt og fire Duplo-sæt i Toy Story 3 undertemaet. Til udgivelsen af Toy Story 4 blev der udgivet ét Duplo-sæt baseret på den tredje film og seks Lego-sæt baseret på den fjerde film. Disse sæt blev udgivet i marts og april under Juniors-produktlinjen.